# Палац образотворчих мистецтв (Лілль)
Палац образотворчих мистецтв у місті Лілль (фр. Palais des beaux-arts de Lille) — належить до найбільших провінційних художніх музеїв Франції.

## Заснування
Музей засновано у 1792 р. Ініціатива по створенню музейного закладу надійшла від місцевого художника на ім'я Жозеф Луї Ватто. Таким чином художній музей міста Ліль належить до п'ятірки найдавніших музеїв Франції. Зростанню фондів художнього музею сприяли декрети революційного уряду по конфіскації майна дворянських родин, що покинули країну під час революційних подій. У 1795 р. завдяки цим конфіскаціям кількість художніх творів музею збільшилась.
У 1801 р. диктатор Наполеон видав наказ про створення та поповнення 15 музеїв Франції. До переліку міст в указ був внесений і Ліль. Так місто отримало право на передачу в його фонди картин з паризьких палаців Лувр та Версаль.
Першим місцем розташування музею стала каплиця місцевого монастиря Récollets, а сам музей був відкритий для відвідин у 1809 році.

## Будівля

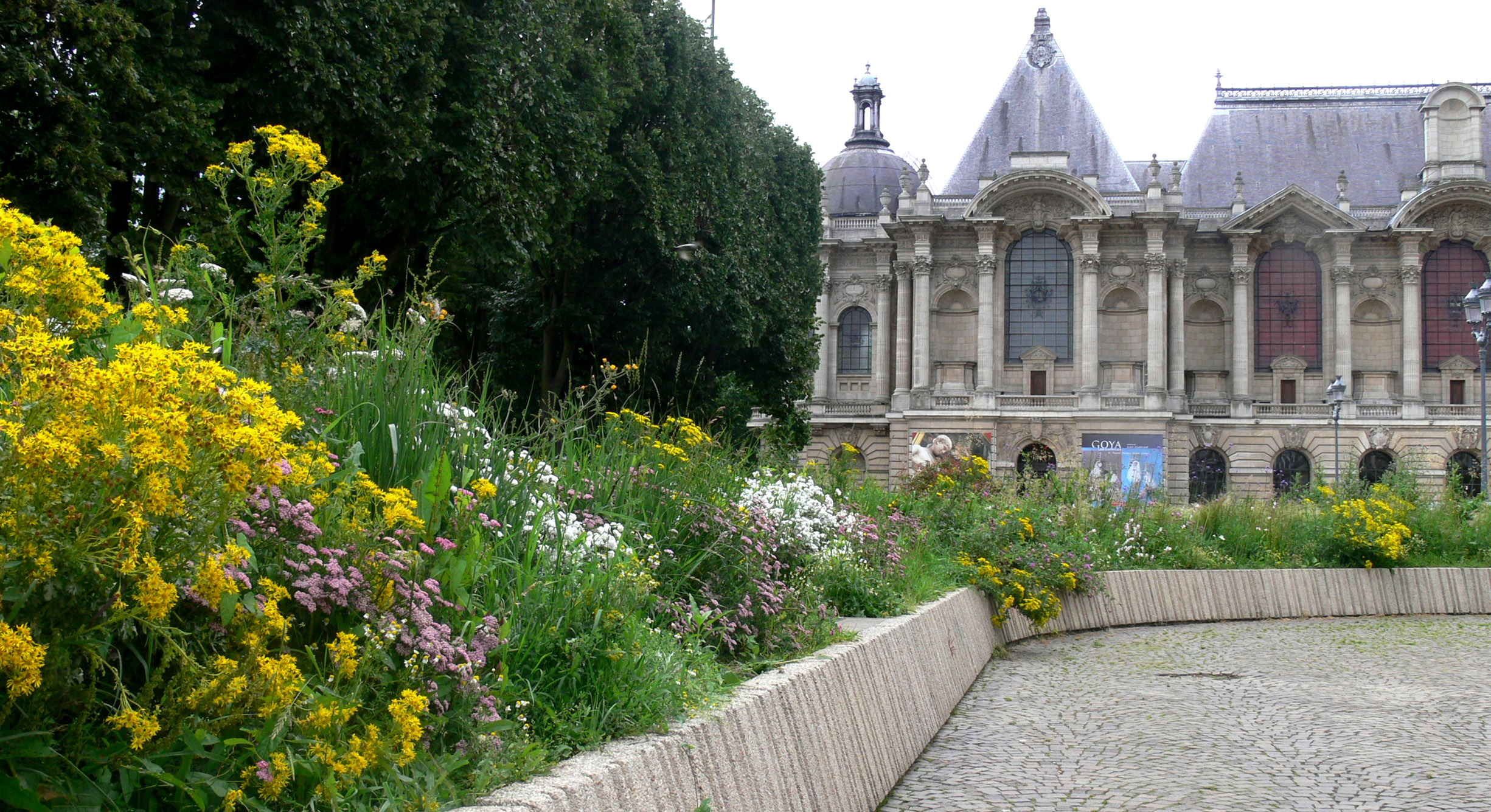
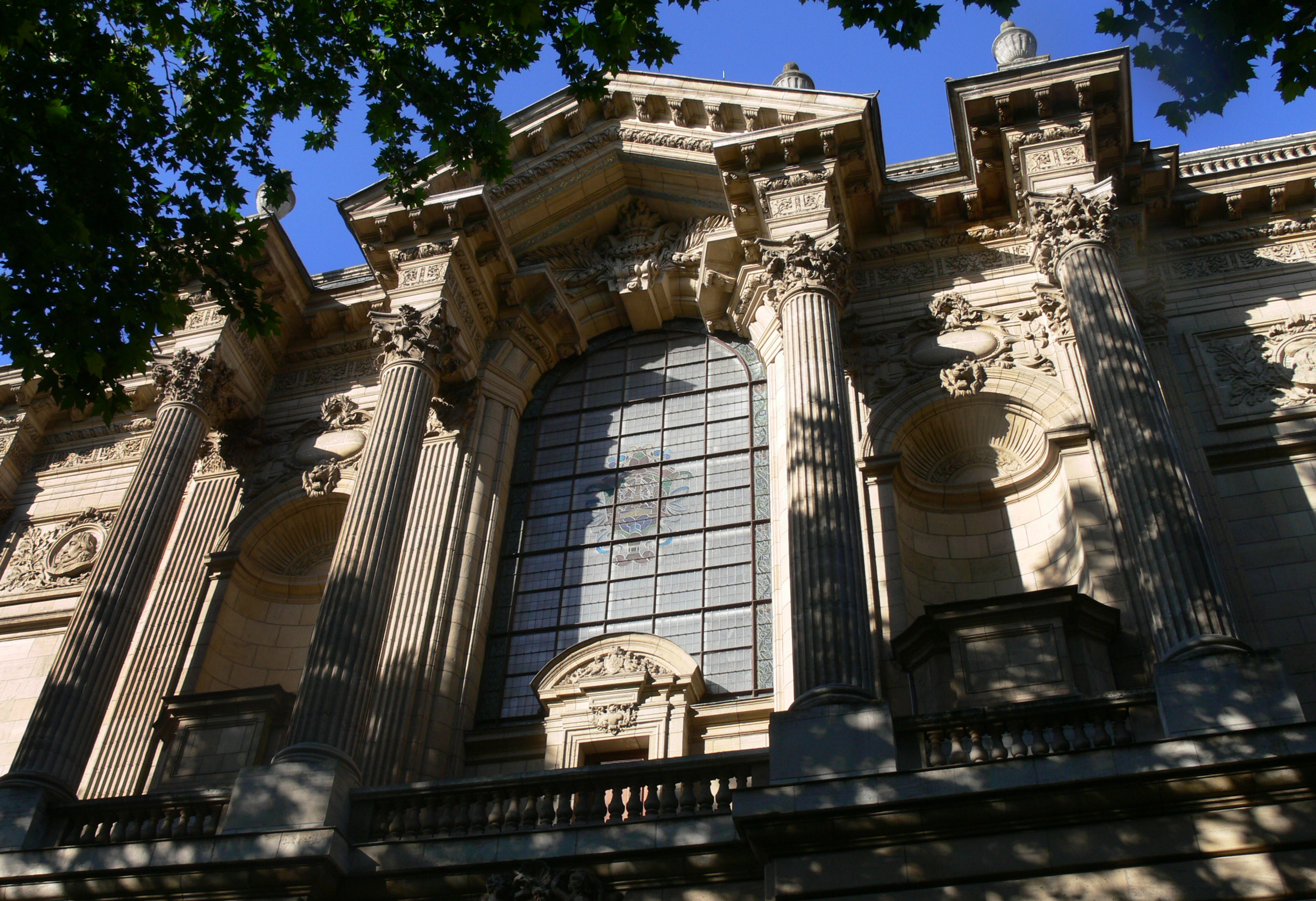
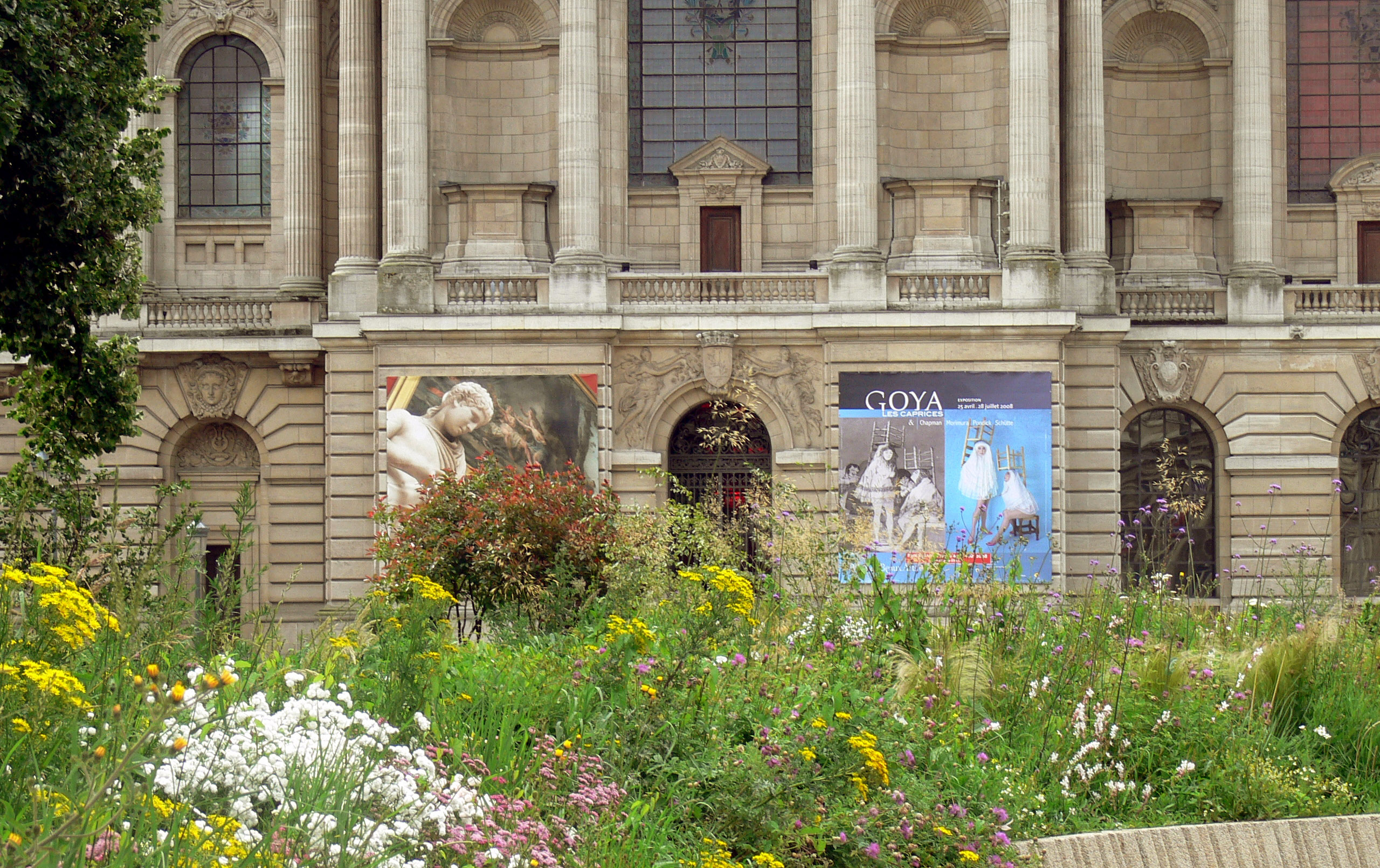
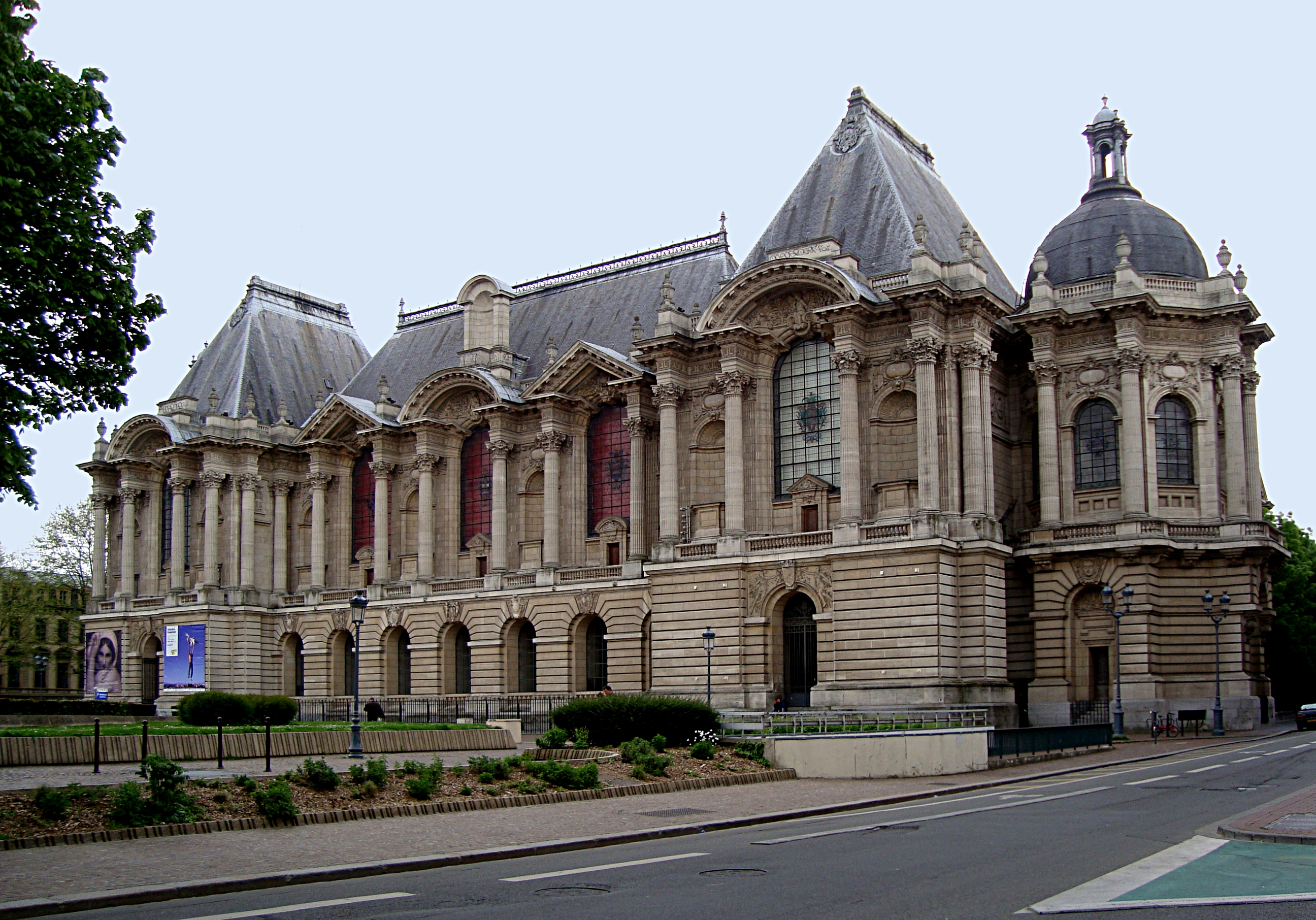

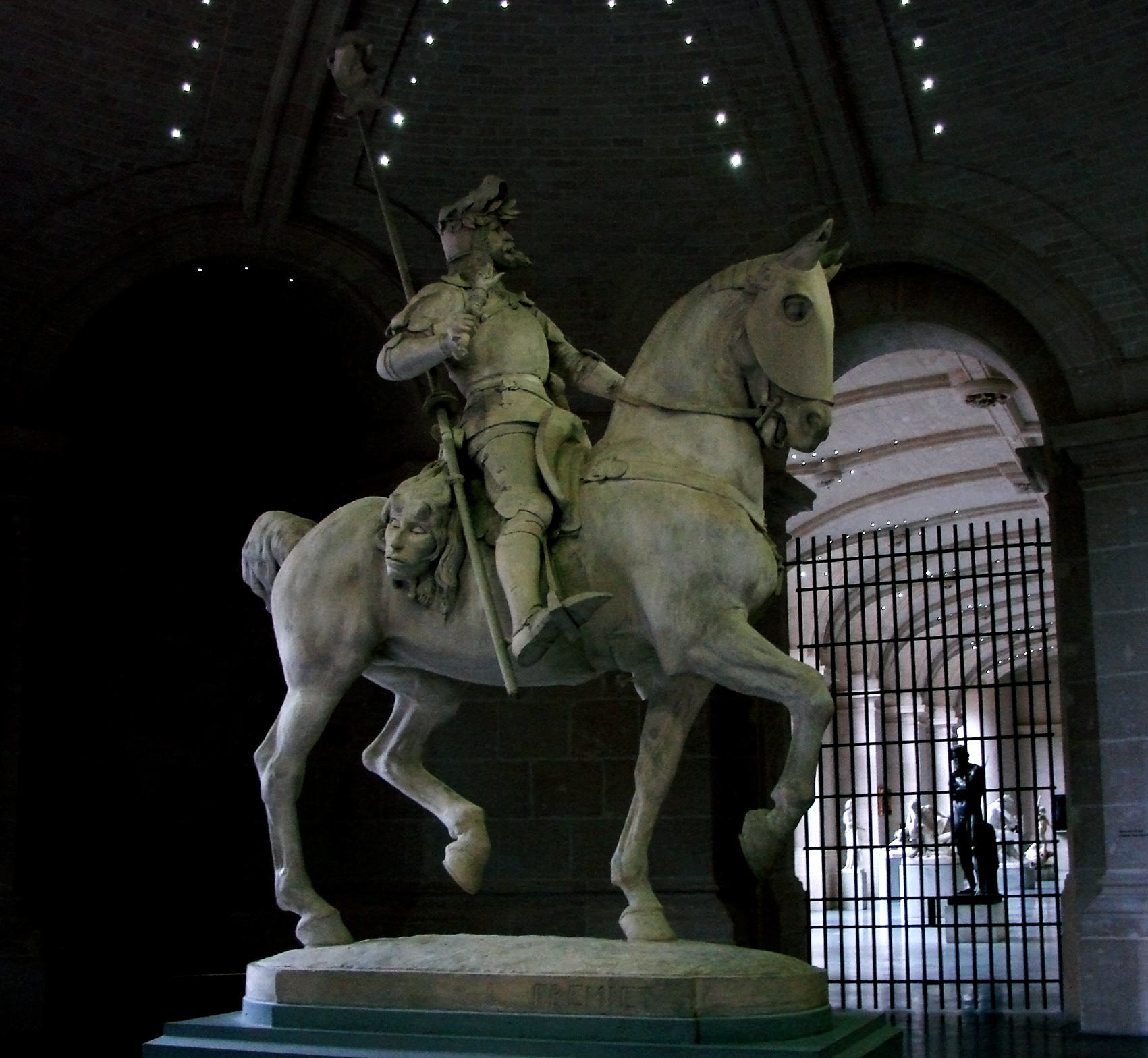
Галерея скульптур

На початку 1880-х рр. мер міста Лілль Гері Легран (Géry Legrand) започаткував проект створення відповідної будівлі для музею, якому мало підходило приміщення колишнього монастиря. Для будівництва в Ліль були запрошені архітектори з Парижу — Едвард Берарді і Фернан Дельмас, представники стилю еклектика. Будівництво тривало у 1885–1892 рр. Для нової споруди було відведене почесне місце на площі Республіки поряд з префектурою.
Нова будівля отримала назву Палац витончених мистецтв і ця назва закріпилася за художнім закладом. Зовнішні форми споруди мають компромісне поєднання елементів французького класицизму ще 17 століття (горизонтальний руст, колони, трикутні і лучкові фронтони) з елементами пафосної архітектури цінця ХІХ століття у стилі «прекрасна епоха». Кожний об'єм споруди має за старою французькою традицією високий окремий дах, що нагадує дахи замку Шеверні.
У 1990-х р. проведена реконструкція будівлі, де в підмурках палацу обладнали виставкові зали площею 700 м² та зали для скульптур 19 століття. Нові зали відкриті у 1997 році. Серед провінційних художніх музеїв Франції Палац витончених мистецтв посів перше місце за кількістю експонатів і практично друге після музею Лувр.

## Музей і фонди

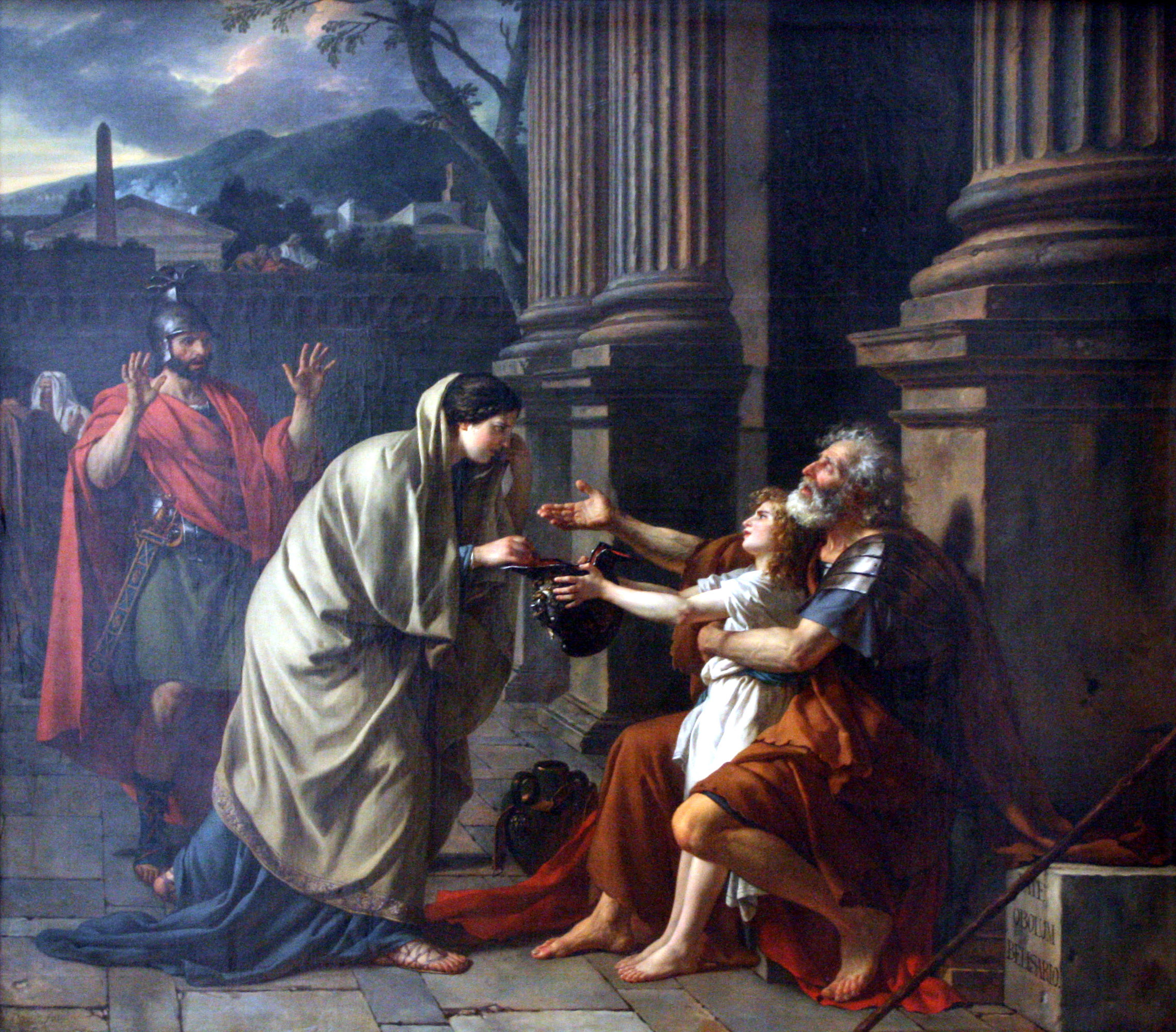
Жак-Луї Давід, Велізарій просить милостиню, 1781 р.

Палац витончених мистецтв міста Ліль має значну мистецьку колекцію, де є — * Монети і медалі (медальєрне мистецтво)
- графічний кабінет (малюнок, гравюра, креслення архітектора)
- Картинна галерея
- галерея скульптур
- кераміка італійських центрів
- Виставкова зала
- лекційна аудиторія
- мистецька і наукова бібліотека

Серед творів доби середньовіччя, відродження та маньєризму — * Дірк Боутс
- Пітер Артсен
- Ієронімус Босх
- Жак Белланж

- рельєф скульптора Донателло
- Ламберт Сустріс
- Якопо Тінторетто
- Ель Греко
- Лукас ван Фалькенборх
- Паоло Веронезе

Серед творів 17 століття -
- Хосе де Рібера
- Філіп де Шампень
- Антоніс ван Дейк
- Лука Джордано
- Якоб ван Рейсдаль
- Рубенс

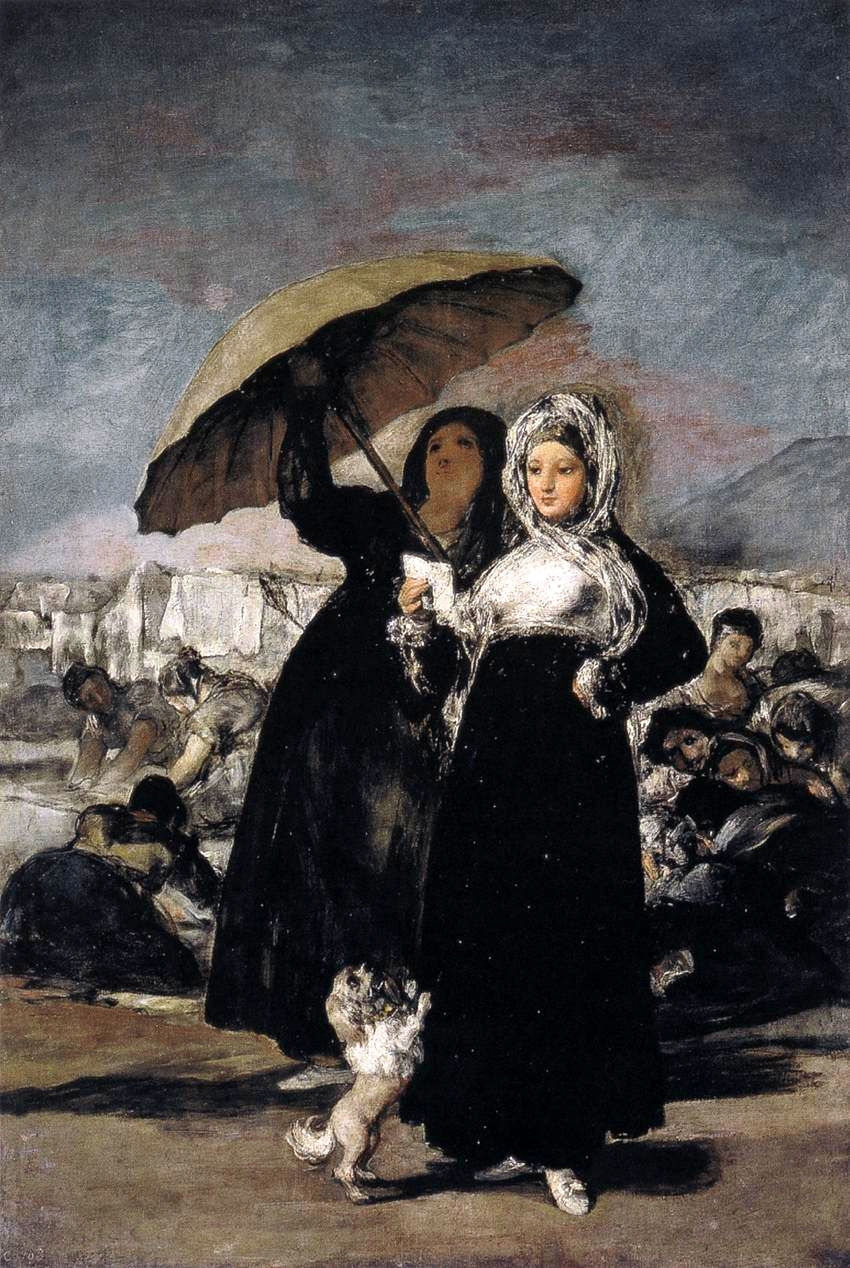
Франсіско Гойя, «Лист від коханого»

Новітні мистецькі стилі представлені творами, серед яких — 

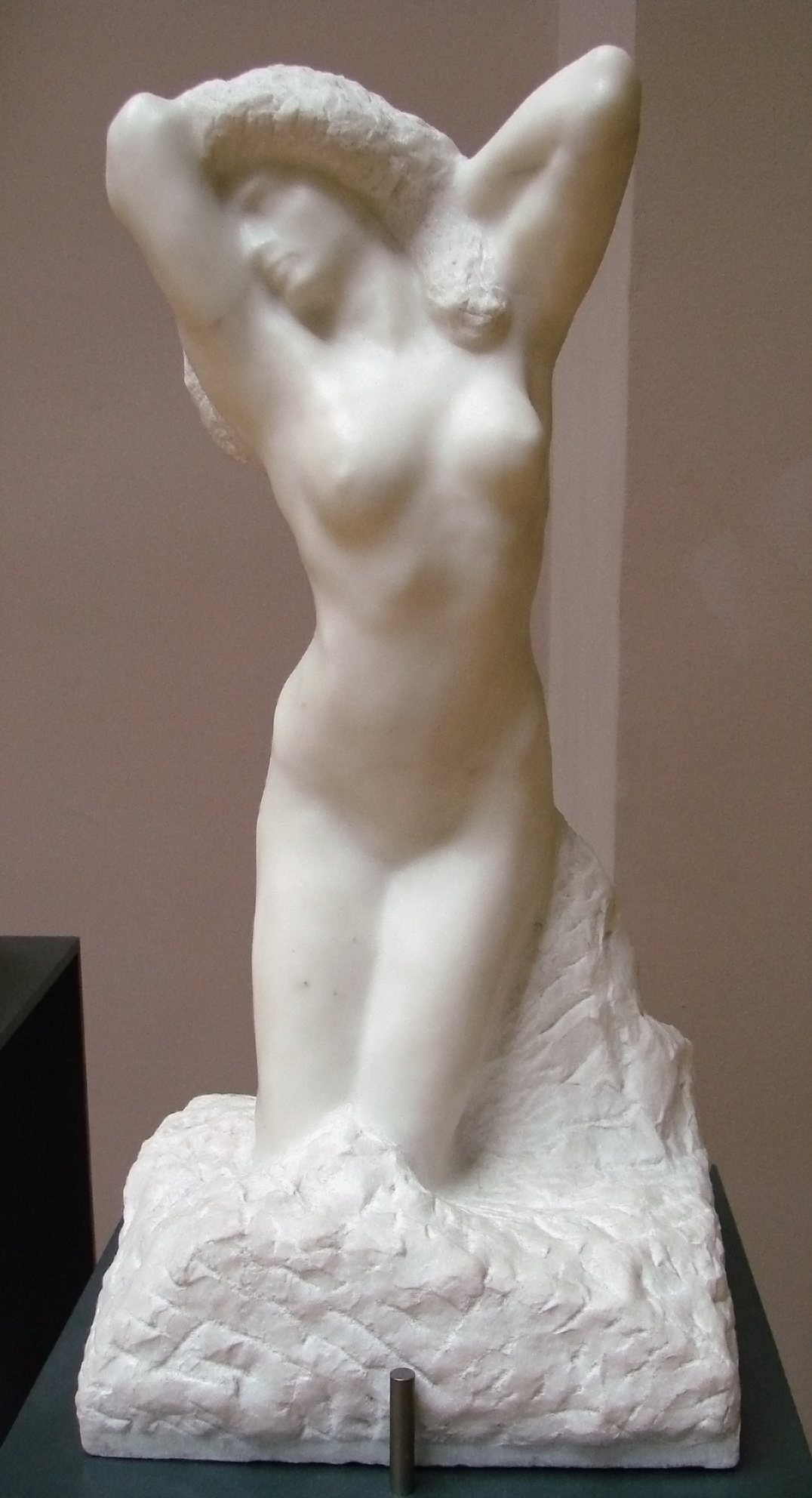
Огюст Роден, «Туалет Венери»

- Жак-Луї Давід
- Жан Батист Сімеон Шарден
- Ежен Делакруа
- Густав Курбе
- Франсіско Гойя
- Едуард Мане
- П'єр-Огюст Ренуар
- Альфред Сіслей
- Анрі де Тулуз-Лотрек
- Вінсент ван Гог
- Франсуа Мілле
- Клод Моне
- Огюст Роден

## Антична кераміка

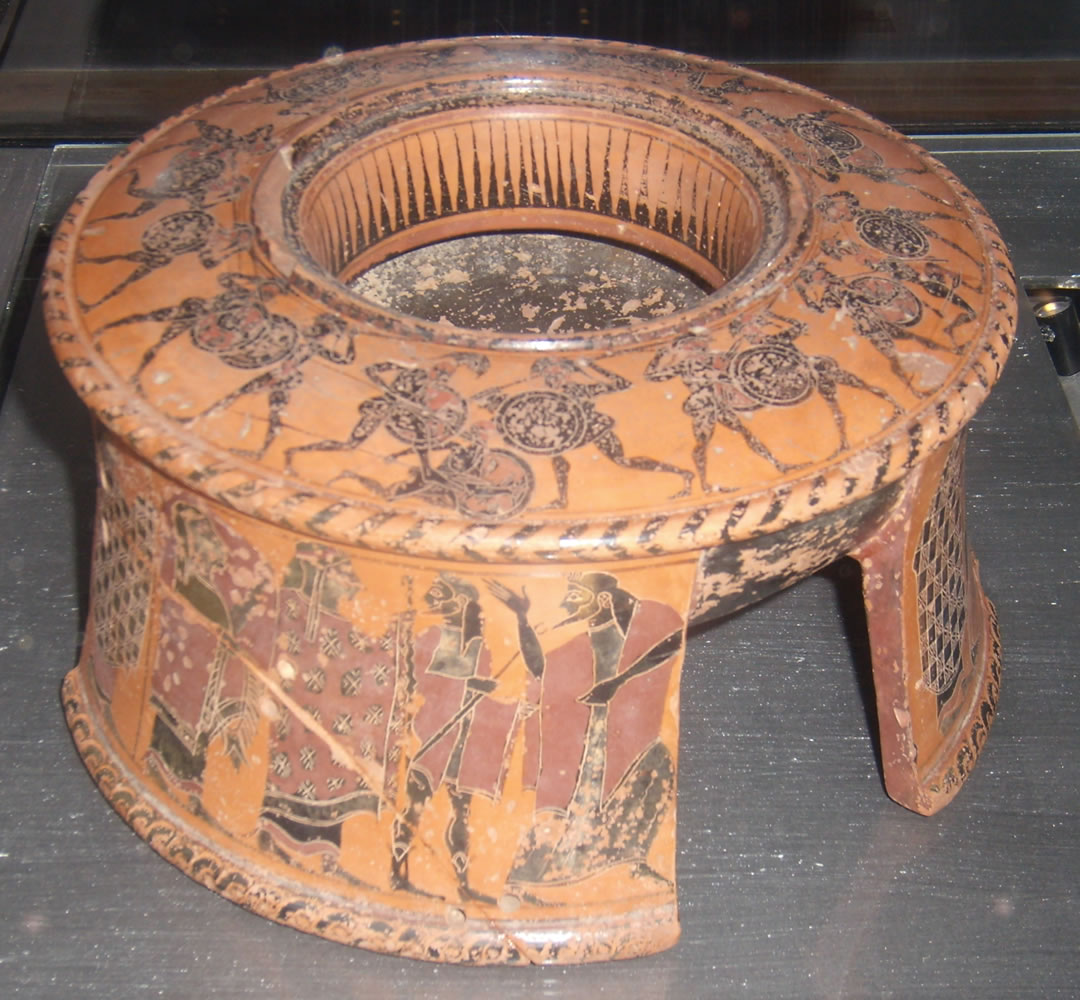
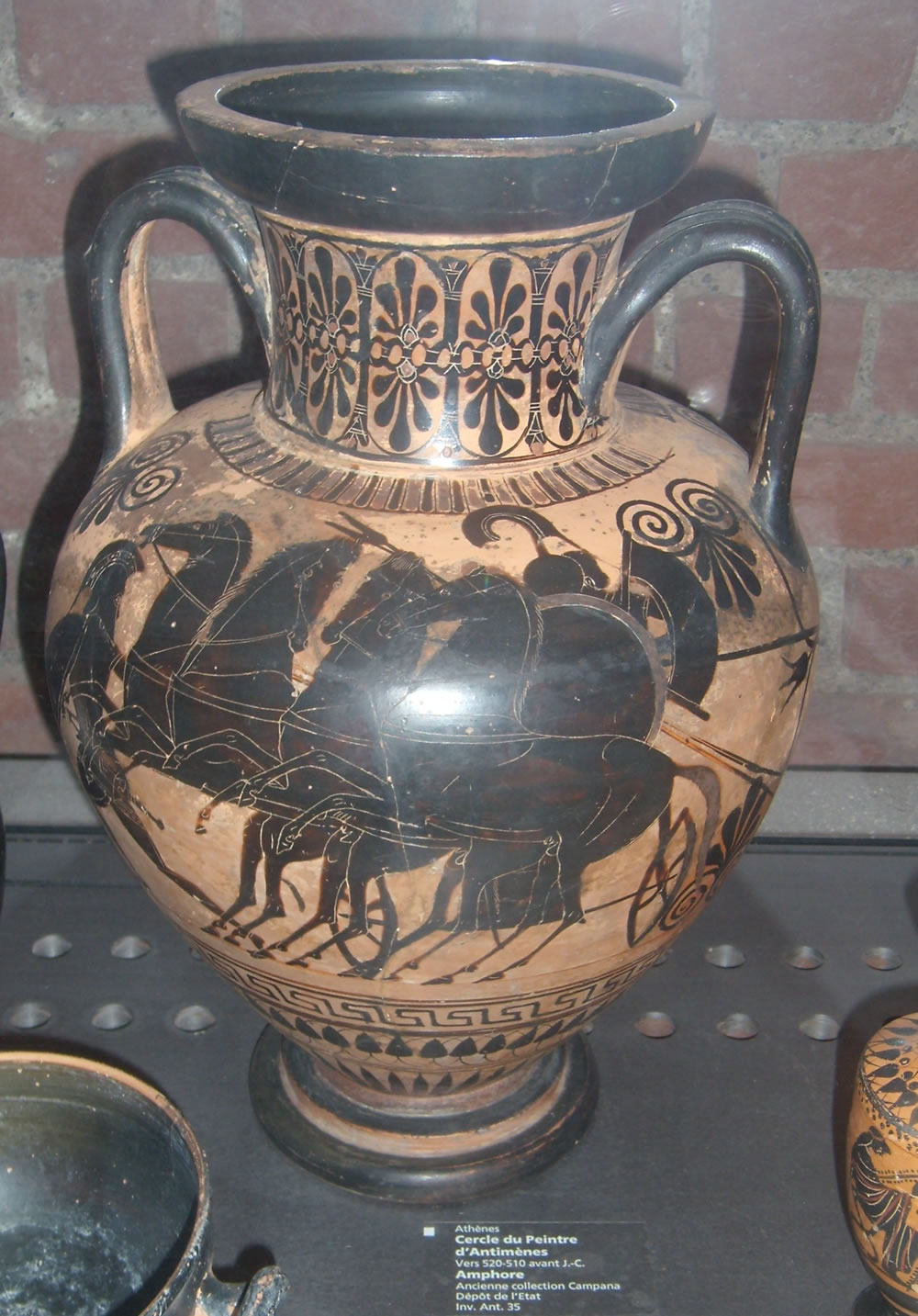
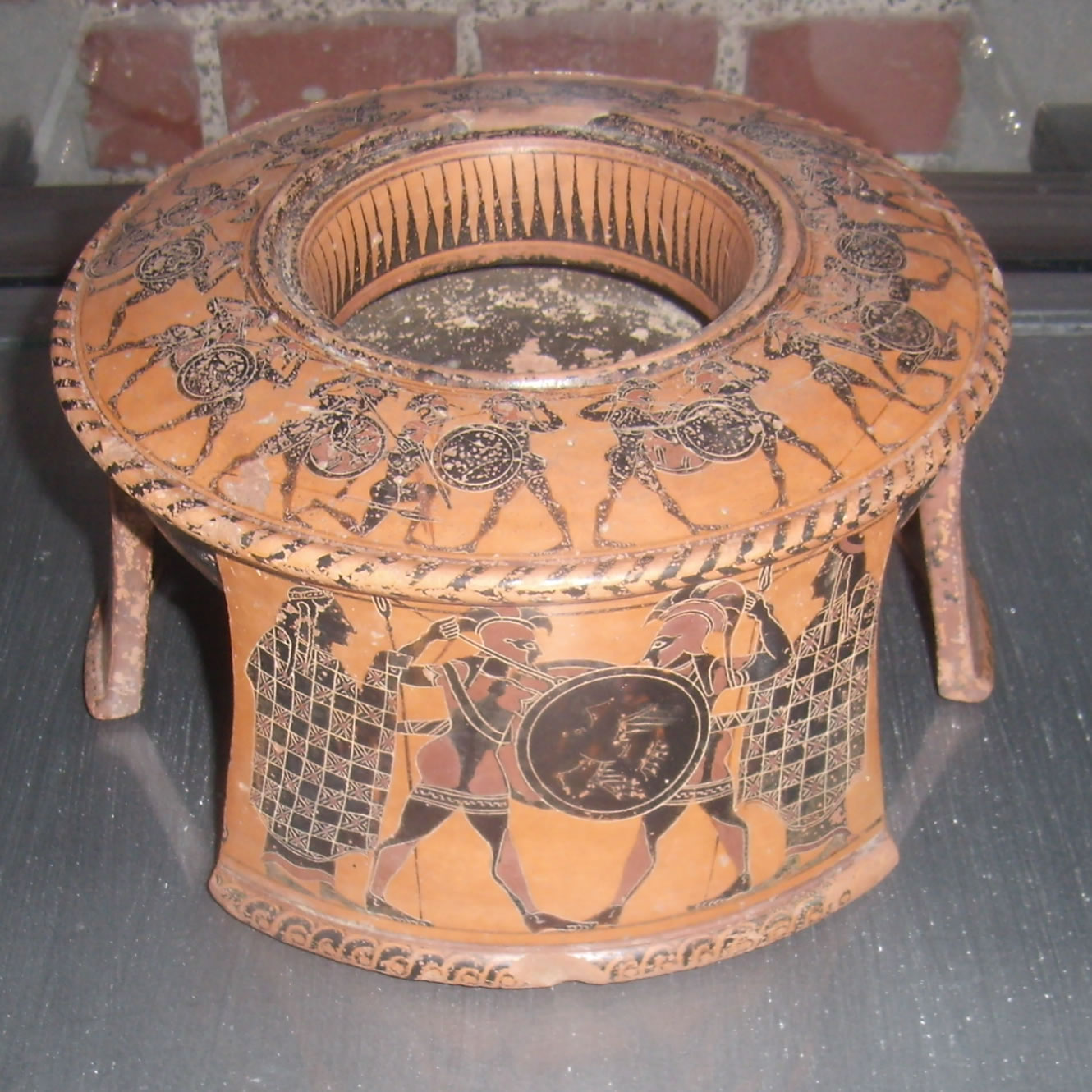

## Портрети

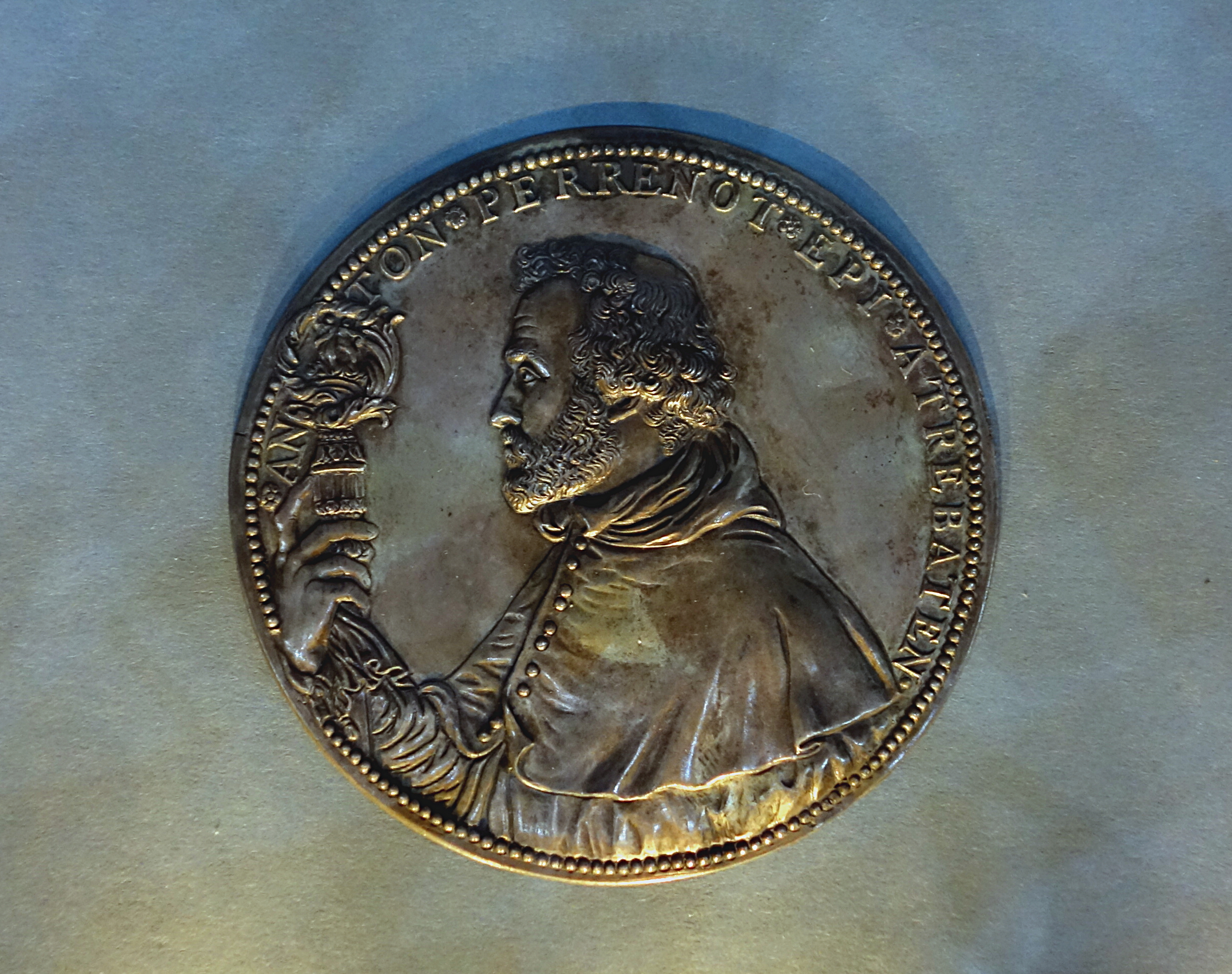
Жак Йонгелінк, медаль «Кардинал Гранвелла», 1555 р.

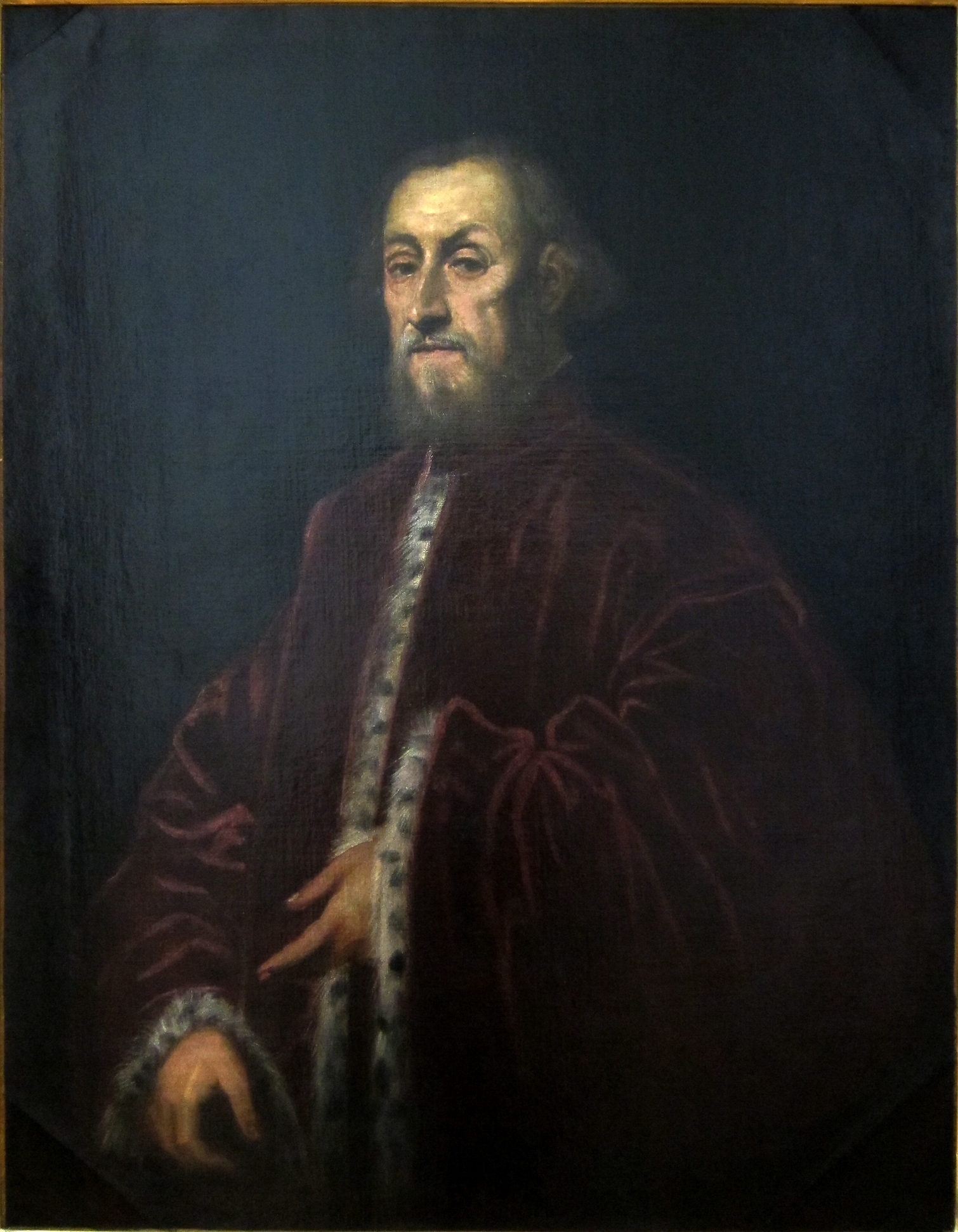
Якопо Тінторетто, портрет венеційського сенетора
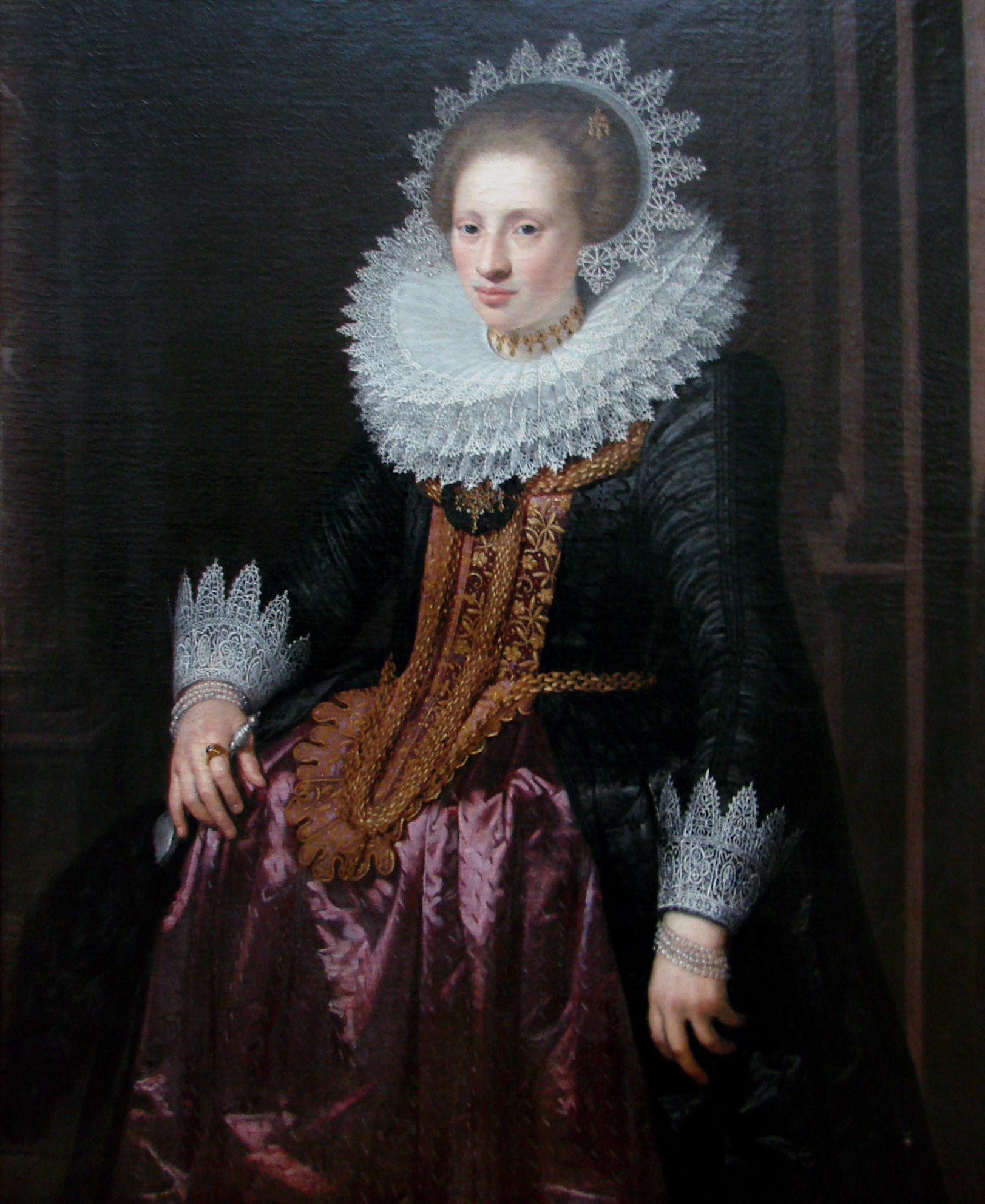
Ян Антоніс ван Ревестейн, п-т невідомої пані, 1620 р.
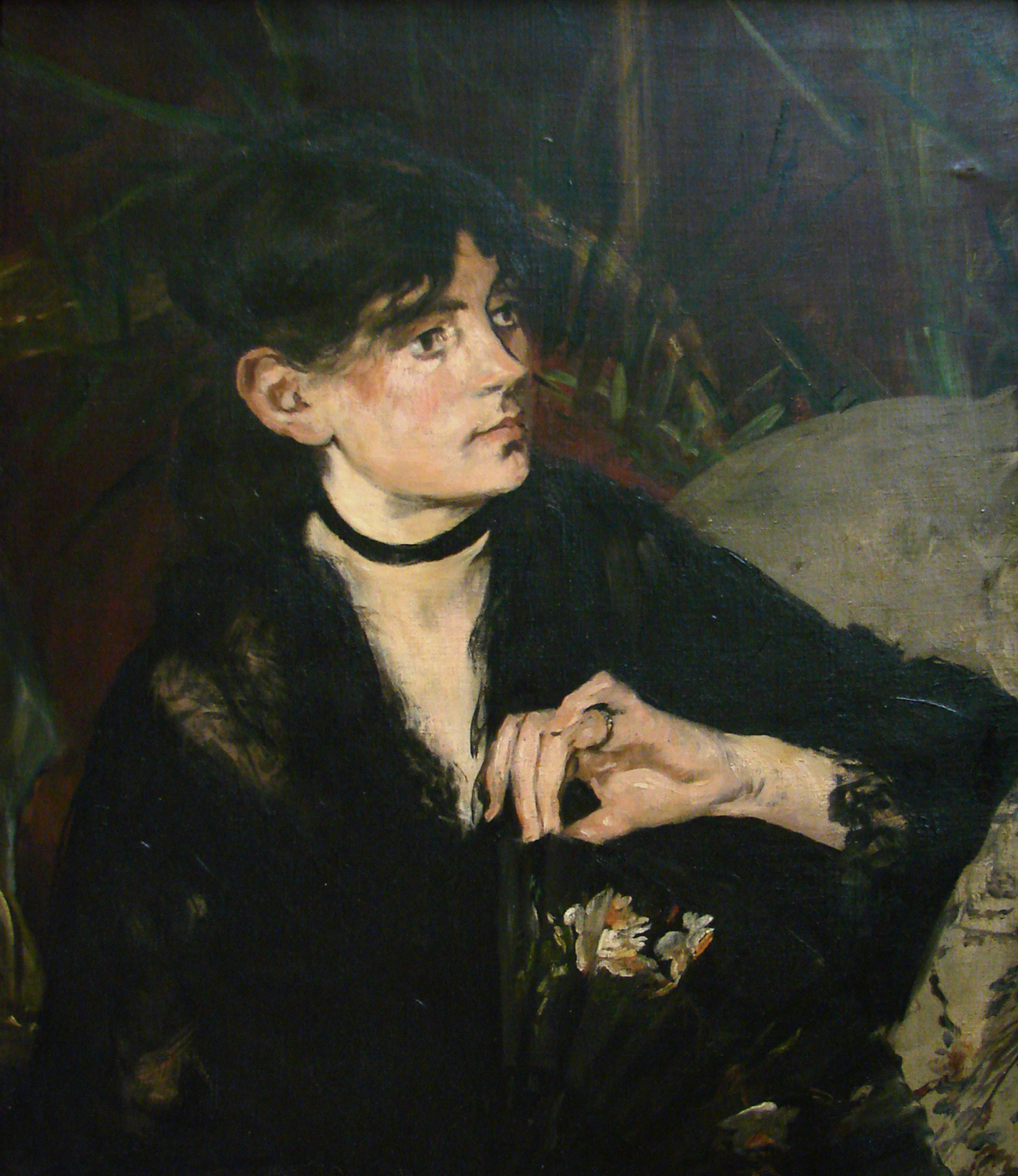
Едуар Мане, п-т Берти Морізо
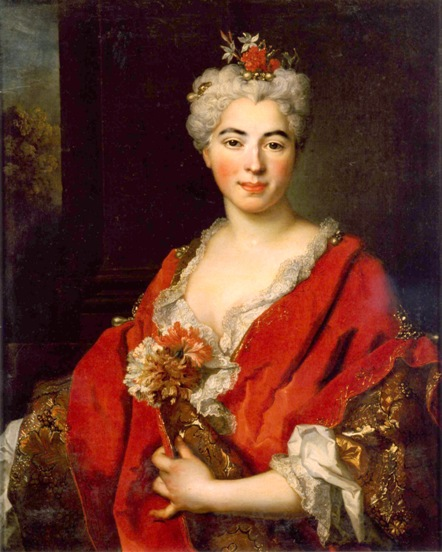
Ніколя де Ларжильєр, Маргеріта де Ларжильєр

## Кераміка італійських центрів

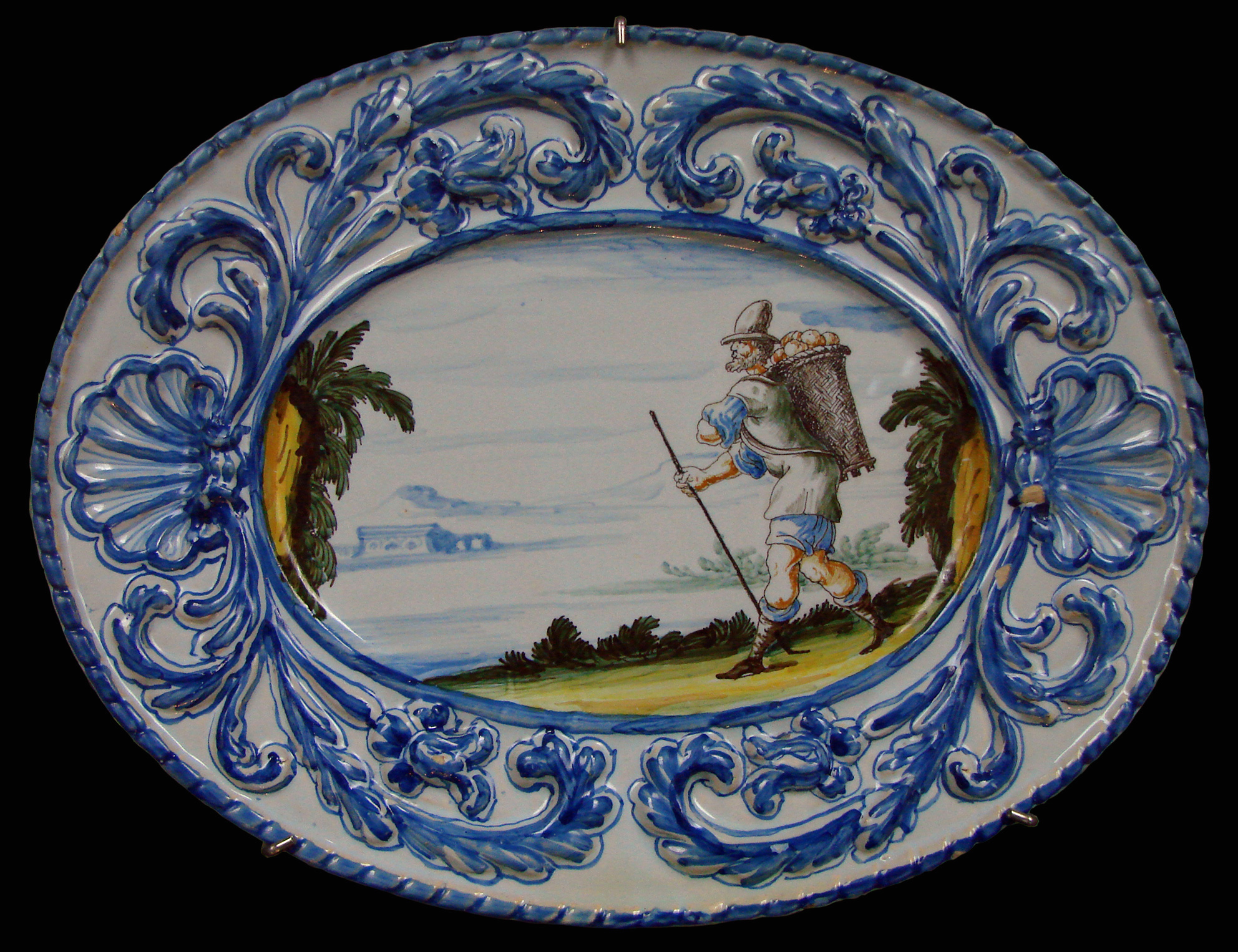
Кераміка Ангарано, 17 ст.
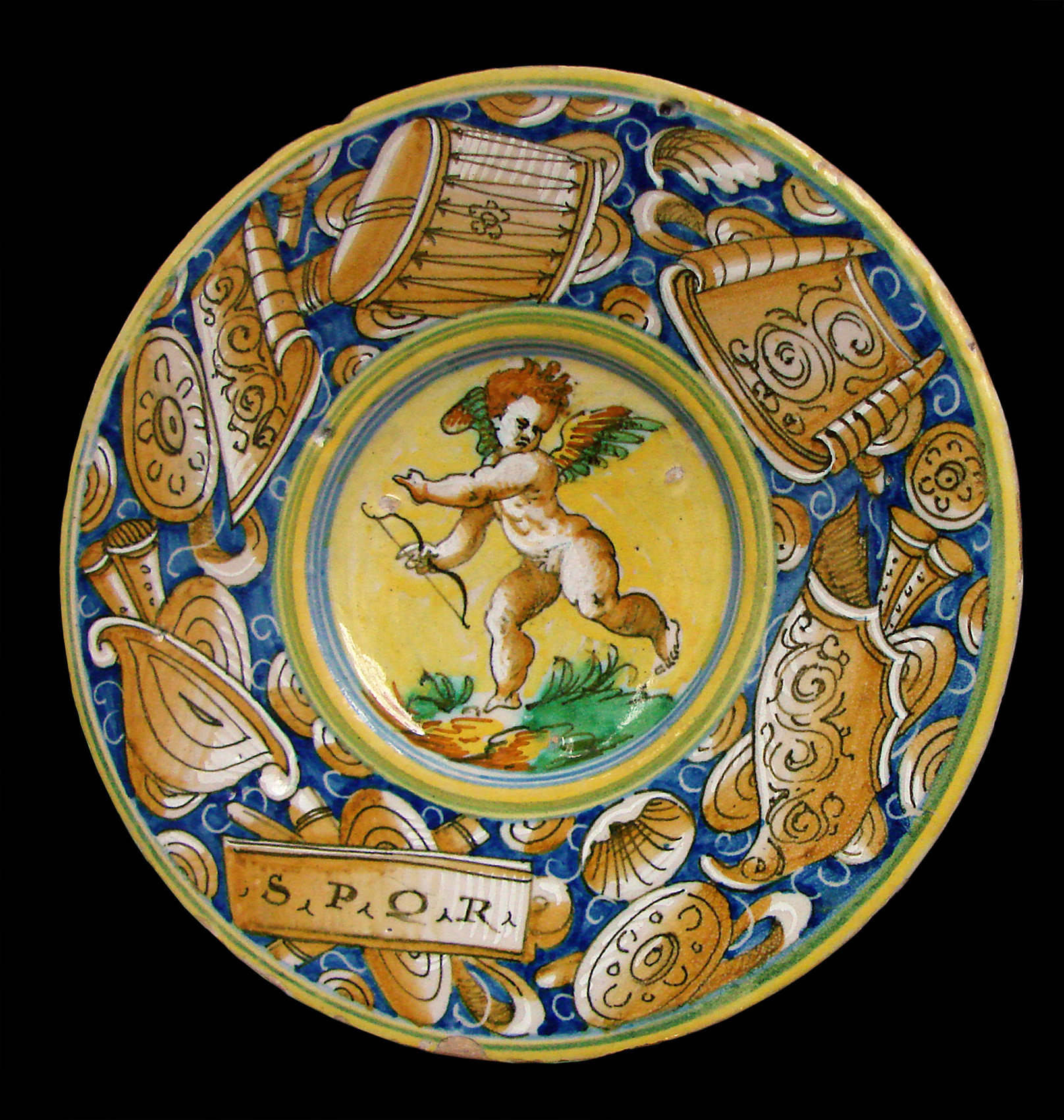
Кераміка Кастель Дуранте, 1570 р.
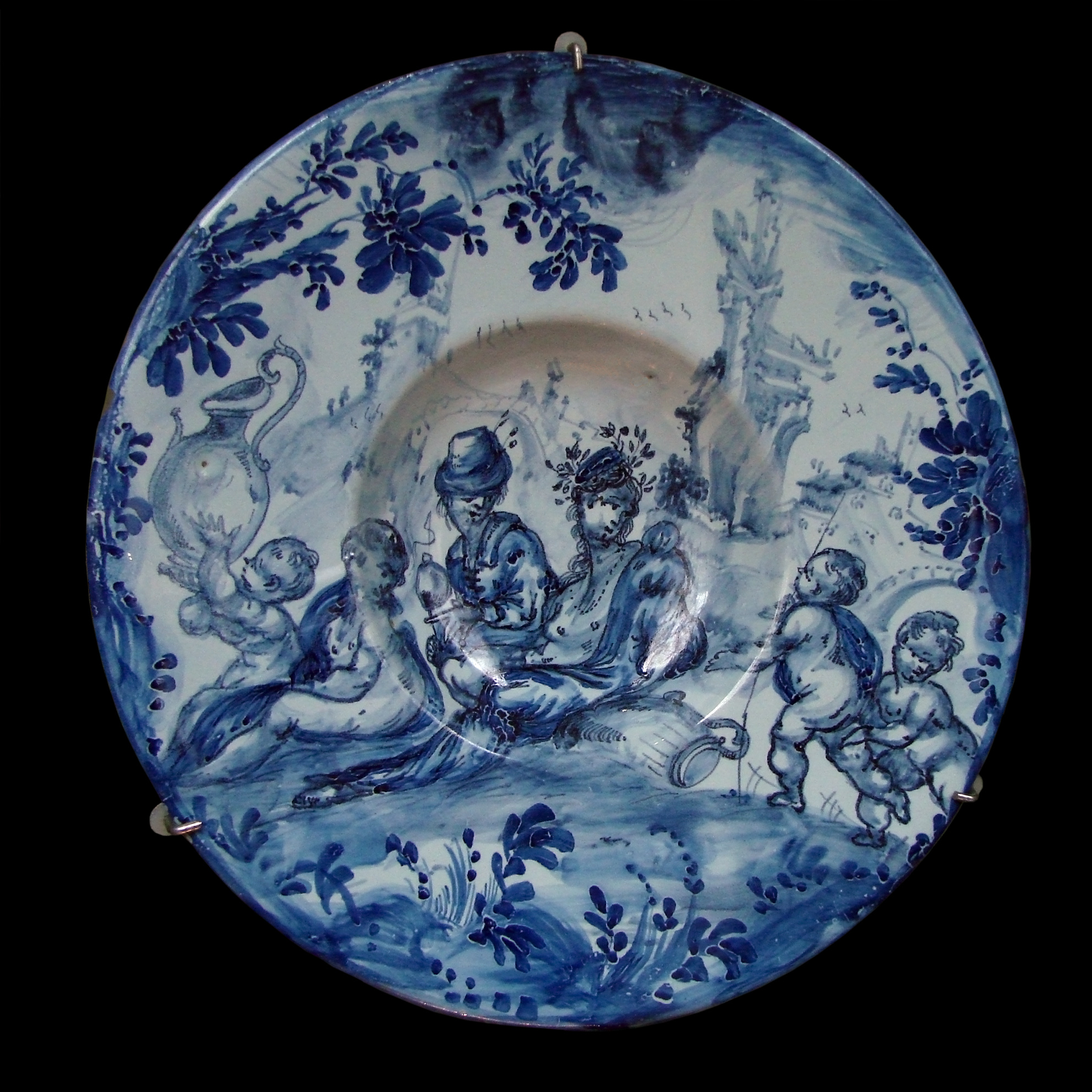
Кераміка з Лігурії, 17 ст.
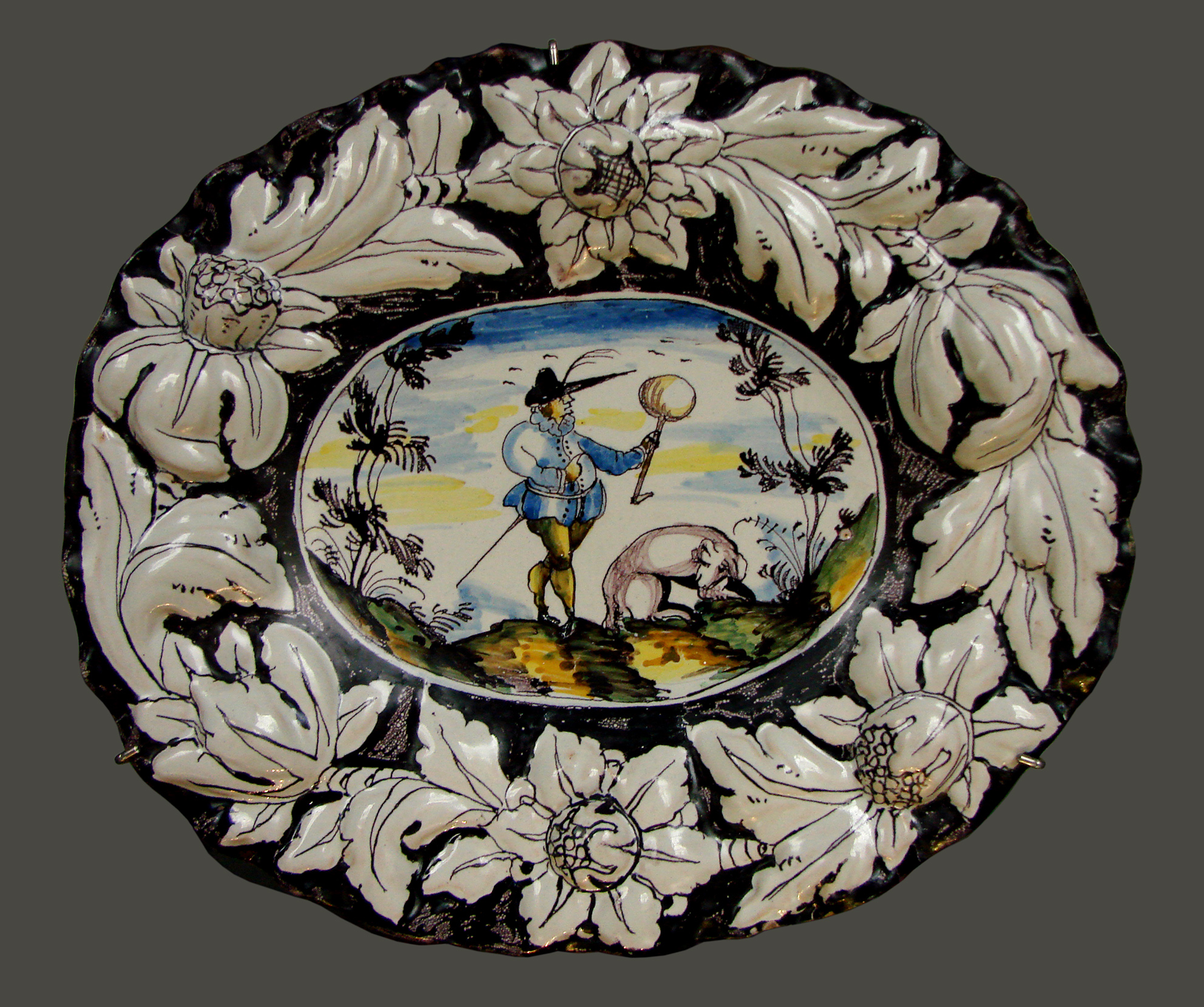
Кераміка Ангарано, 17 ст.

## Живопис і твори на межі жанрів

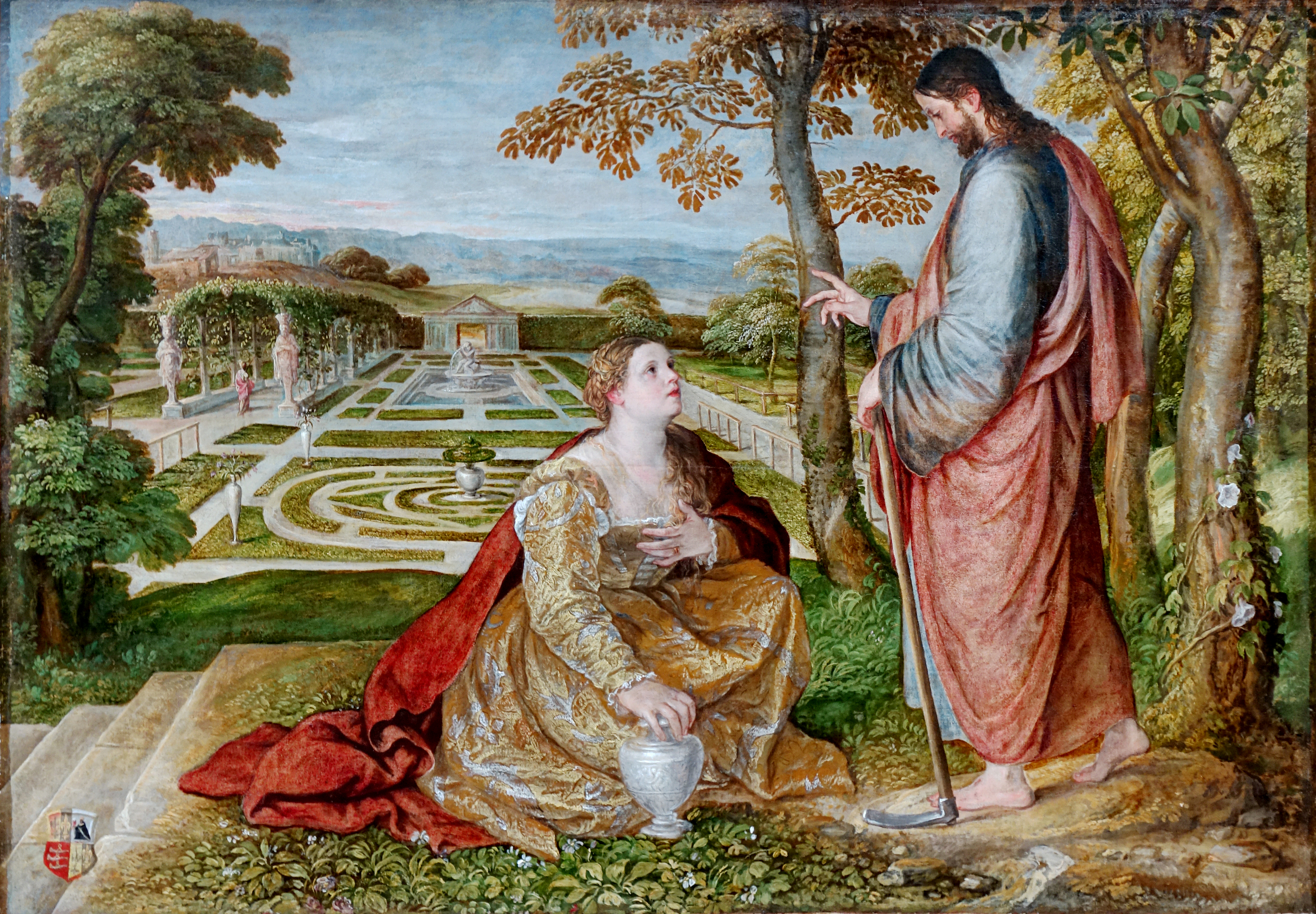
Ламберт Сустріс. «Христос садівник» або «Не торкайся мене». Венеціанська школа, до 1560 р.

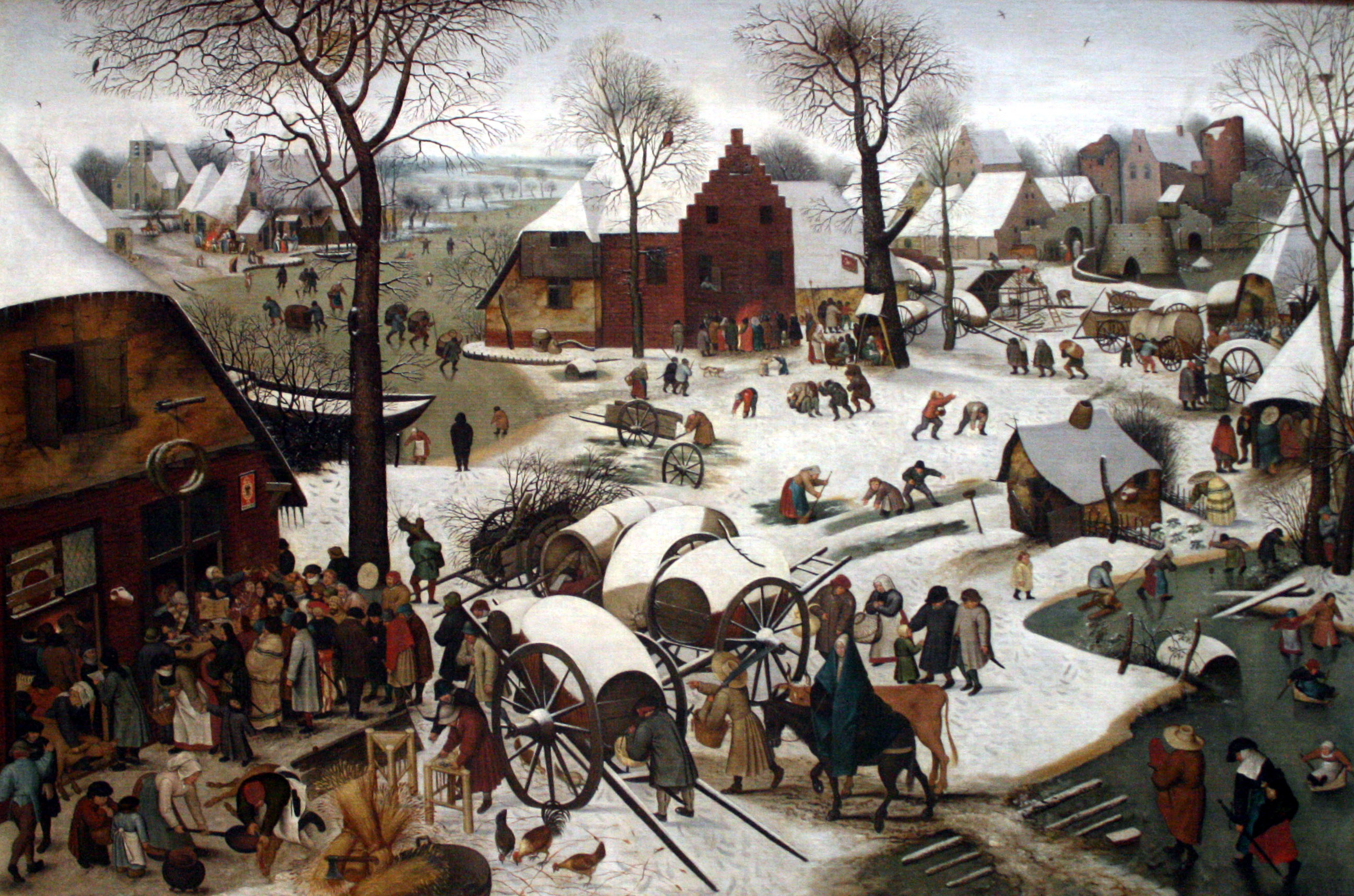
Пітер Брейгель молодший, «Перепис населення у Вифлеємі»
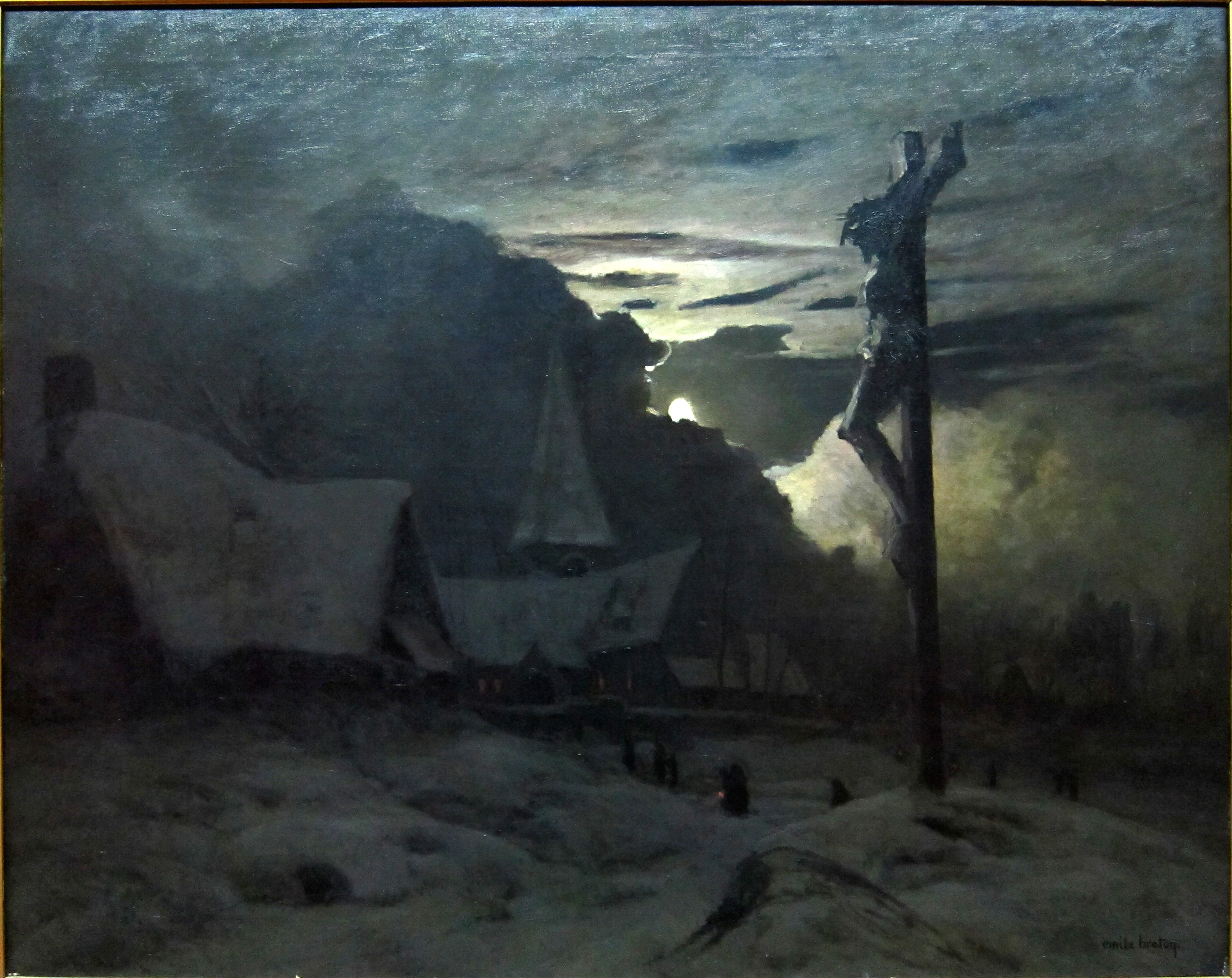
Еміль Бретон, «Ніч»
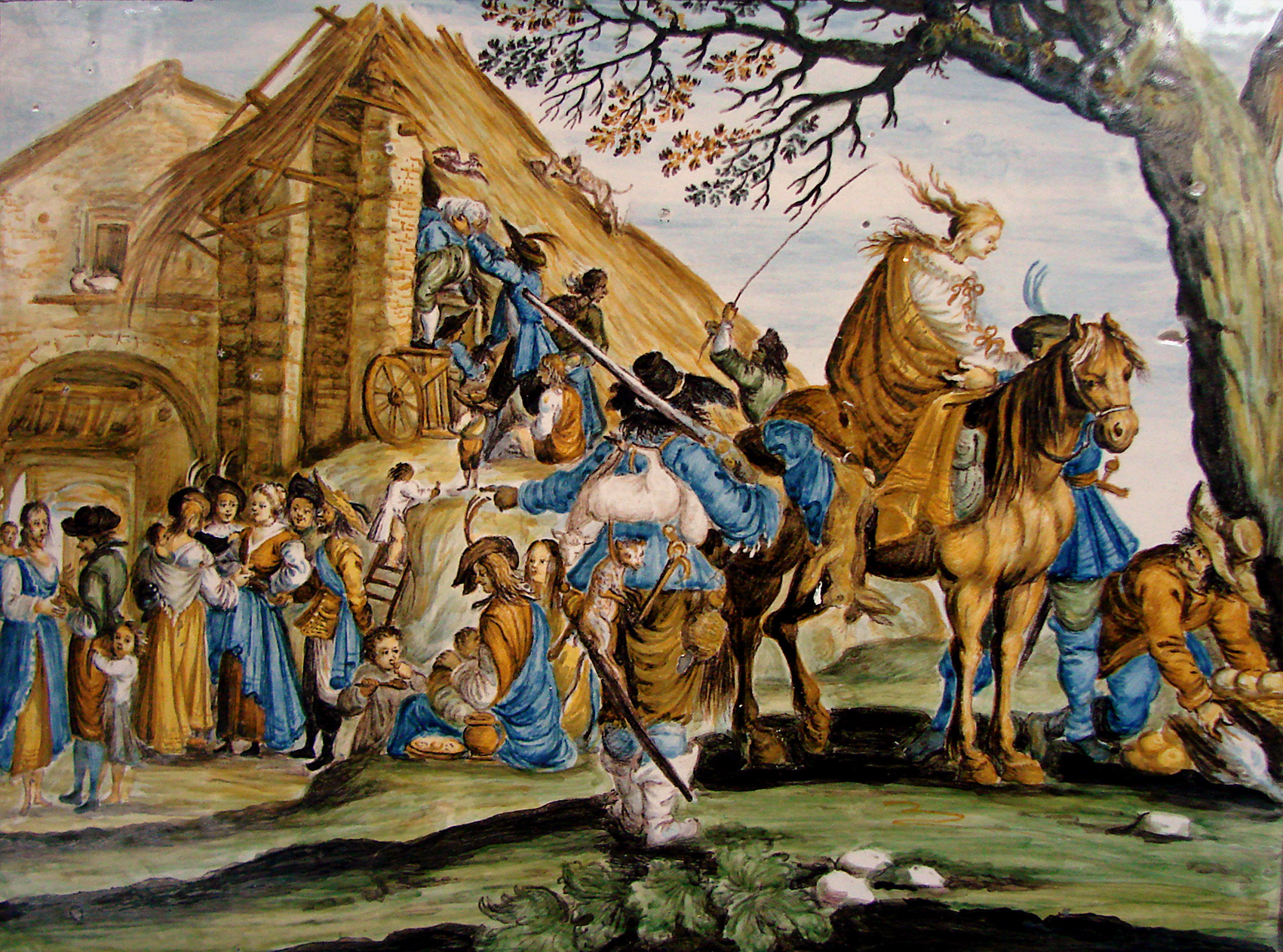
Поліхромний керамічний пласт
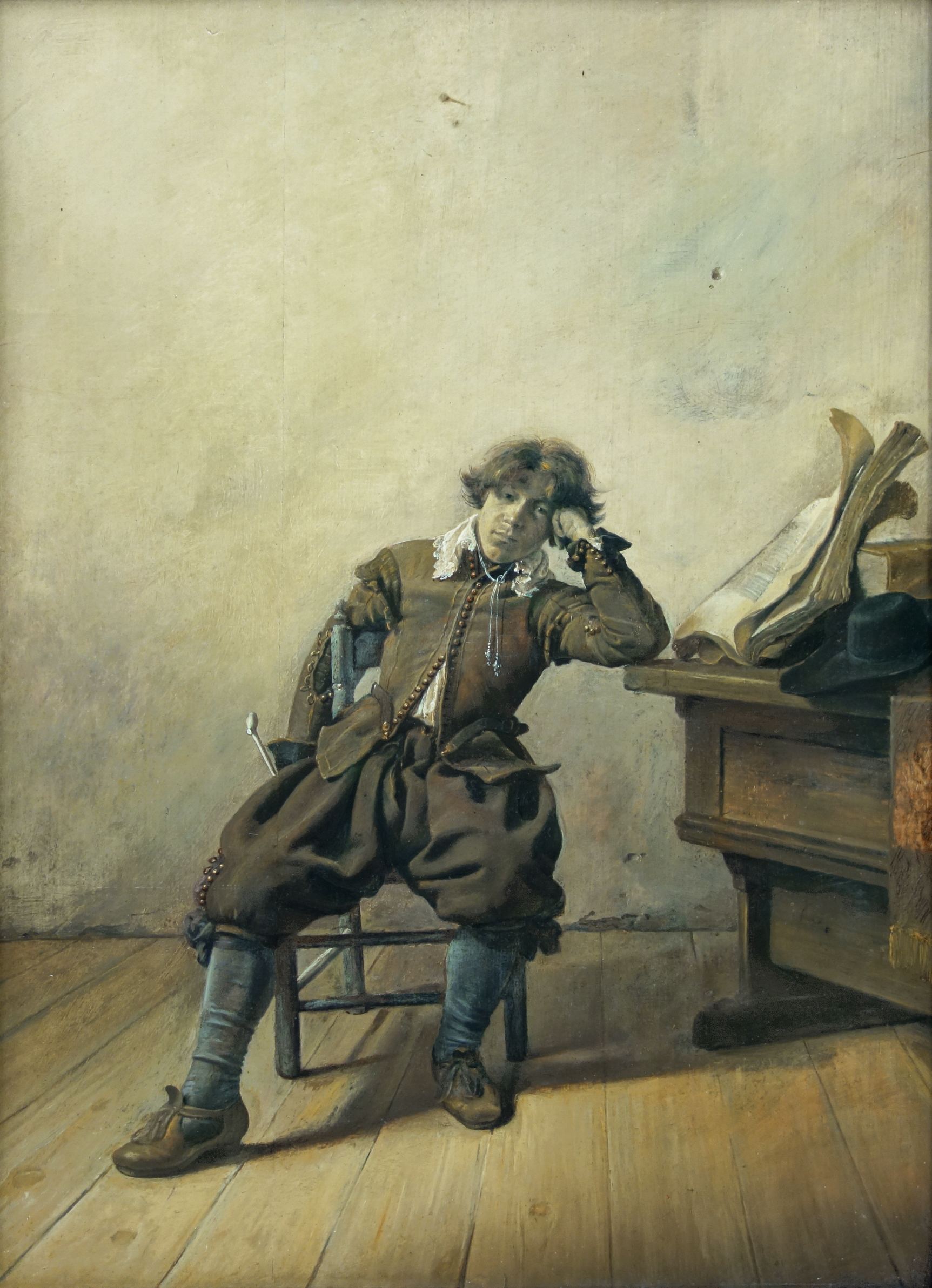
Пітер Кодде, «Меланхолія», 1633 р.